# Lórév
Lórév é um município da Hungria, situado no condado de Peste. Tem 9,88 km² de área e sua população em 2015 foi estimada em 292 habitantes.